# O.G.C.
O.G.C. is een Amerikaans hiphop-trio, bestaande uit de rappers Top Dog, Starang Wondah en Luoieville Slugah. Het trio is vooral bekend als leden van de hiphop supergroep Boot Camp Clik, samen met Smif-N-Wessun, Heltah Skeltah en Buckshot.

## Biografie
In 1996 bracht het duo het album Da Storm uit, en hoewel het niet zoveel aandacht kreeg als de meeste andere releases van Boot Camp Clik-leden, kreeg het album wel de nodige positieve kritieken. In 1999 bracht de groep het album The M-Pire Shrikez Back uit. Ook dit album ontving positieve recensies, maar verkocht weinig. Hierna heeft de groep enkel nog albums uitgebracht met de Boot Camp Clik en niet meer met z'n drieën. 

## Discografie
| Album information |
| --- |
| Da Storm - Uitgebracht: October 29, 1996 - Billboard 200 chart positie: #47 - R&B/Hip-Hop chart positie: #10 - Singles: "No Fear"/"Da Storm", "Hurricane Starang"/"Gunn Clapp"/"Danjer"                           |
| The M-Pire Shrikez Back - Uitgebracht: August 17, 1999 - Billboard 200 chart positie: #170 - R&B/Hip-Hop chart positie: #38 - Singles: "Bounce to the Ounce"/"Suspect Niggaz", "Girlz Ninety Now"/"Shoot to Kill" |